# Victor Joseph Altmayer
Pour les articles homonymes, voir Altmayer.
Victor Joseph Altmayer, né le 14 juin 1844 à Saint-Avold et mort le 1er décembre 1908 à Limoges, est un général de division français.

## Biographie

### Grades
- 18/05/1895 : général de brigade.
- 08/03/1901 : général de division.

### Décorations
- Commandeur de la Légion d'honneur (30 décembre 1902) ; officier du 5 juin 1892, chevalier du 7 février 1871
- Officier d'académie (1872)
- Commandeur de l'ordre du Nichan Iftikhar ( Tunisie)
- Chevalier de l'ordre de Saint-Grégoire-le-Grand (1873)

### Postes
- 18/05/1895 - 14/08/1900 : commandant de la 46e brigade d'infanterie et des subdivisions de région d'Angoulême et de Magnac-Laval.
- 14/08/1900 - 30/06/1906 : commandant de la 33e division d'infanterie et des subdivisions de région d'Agen, de Marmande, de Cahors et de Montauban.
- 30/06/1906 - 01/12/1908 : commandant du 12e corps d'armée.